# Anna Hiidensalo
Anna Hiidensalo (* 9. April 1988) ist eine ehemalige finnische Biathletin und vormalige Skilangläuferin.
Anna Hiidensalo startet für Vantaan Hiihtoseura. Sie bestritt ihre ersten internationalen Skilanglaufrennen 2008 im Rahmen von FIS-Rennen in Finnland, seit 2012 auch bei Rennen des Scandinavian Cup. Mehrfach konnte sie in FIS-Rennen Top-Ten-Platzierungen erreichen, ihren Durchbruch schaffte sie in der Sportart dennoch nicht und wechselte zur Saison 2012/13 zum Biathlonsport.
Ihr internationales Debüt im Biathlon gab Hiidensalo 2013 im IBU-Cup, wo sie in Martell 45. eines Sprints wurde im folgenden Verfolgungsrennen als 41. nur um einen Platz die Punkteränge verpasste. Diese gewann sie wenig später bei einem Sprint in Osrblie. Es ist zugleich ihr bislang bestes Ergebnis in der zweithöchsten Rennserie. Erste internationale Meisterschaft wurden die Biathlon-Europameisterschaften 2014 in Nové Město na Moravě. Hiidensalo wurde 53. des Einzels, 52. des Sprints und 50. der Verfolgung. Mit Sanna Markkanen, Laura Toivanen und Emmi Floor wurde sie Zehnte mit der finnischen Staffel.